# ジェームズ3世 (スコットランド王)
ジェームズ3世（James III, 1451年7月10日 - 1488年6月11日）はスコットランド王（在位：1460年 - 1488年）。ジェームズ2世とゲルデルン公女メアリーの子。概して公正さに欠き、イングランドとの協調政策や、家族との破滅的な関係などにより国民の支持を得られず、無力な統治者であった。

## 生涯
1460年、父の死により幼年で即位し、母メアリーとセント・アンドルーズ司教ジェームズ・ケネディーが後見人となり、摂政会議に諮って政治が行われた。1469年8月10日、デンマーク王クリスチャン1世（ノルウェー・スウェーデンの王も兼ねる）の王女マーガレット（マルグレーテ）と結婚した。当時の北欧3国はカルマル同盟によって大国となっており、対イングランド関係においても有利な婚姻であった。スコットランド側は王女の持参金に現金を要求したが、クリスチャン1世は手元不如意を理由に、後で代金を支払う代わりとして取りあえず、スコットランド北方のオークニー諸島とシェトランド諸島を持参金とした。しかし現金は結局支払われず、以来この2つの諸島はスコットランド領となっている。
1488年、不満を抱いた貴族や長男ジェームズとの戦い（ソーキバーンの戦い）で敗死した。
政治面では無力であったが、文化面には深い関心を示し、その治世の間にスコットランドでは芸術面で発展が見られた。

## 子女
王妃マーガレットとの間に、3男をもうけた。
- ジェームズ4世（1473年 - 1513年） - スコットランド王
- ジェームズ（英語版）（1476年 - 1503年） - ロス公、セント・アンドルーズ大司教、大法官
- ジョン（1479年 - 1503年） - マー伯